# Salvia korolkovii
Salvia korolkovii là một loài thực vật có hoa trong họ Hoa môi. Loài này được Regel & Schmalh. miêu tả khoa học đầu tiên năm 1879.